# Mușchetarii în vacanță
Mușchetarii în vacanță este un film românesc din 1985 regizat de Savel Știopul. Rolurile principale au fost interpretate de actorii Ernest Maftei, Matei Alexandru și Coca Andronescu.

## Structură
- Partea I - Povestea lui Radu...
- Partea a II-a - Povestea Irinei...
- Partea a III-a - Povestea lui Marius...

## Distribuție
Distribuția filmului este alcătuită din:
- Ernest Maftei — bătrânul singuratic și ursuz care doboară zmeiele lui Matei
- Matei Alexandru — domnul cu mustață care citește ziarul în parc (dresorul lui Rocky de la circul Globo)
- Coca Andronescu — vecina lui Radu, care este deranjată de lătraturile câinelui
- Mihai Badiu — nenea Alexandru, unchiul din Deltă al lui Marius, ceasornicar care confecționează navomodele în timpul liber
- Nicu Constantin — frizerul de câini poreclit „Figaro”
- Șerban Cantacuzino — tatăl lui Matei, care este de meserie aviator
- Ana Ciobanu — mama lui Matei
- Ortansa Stănescu — mama lui Săndel („Sandi”)
- Mihai Mălaimare — Scurtul, unul din cei doi derbedei care-i fură motocicleta lui nenea Alexandru
- George Oprea — Lungul, unul din cei doi derbedei care-i fură motocicleta lui nenea Alexandru
- Constantin Rășchitor
- Constantin Bîrliba
- Cicerone Ionescu
- George Oprina
- Dumitru Rucăreanu — milițianul de la Serviciul Circulație din orașul dunărean
- Vera Varzopov
- Luana Stoica
- Agnes Peter
- Camelia Oberschi
- Mircea Săucan — profesorul care sună clopoțelul la începerea noului an școlar
- copiii
  - Bogdan Carp — Radu, băiatul care-l găsește pe Rocky
  - Simona Băducu — Irina, fetița cu bicicleta aflată în vacanță la bunicii de la țară
  - Bogdan Nițescu — Marius, nepotul bucureștean al lui nenea Alexandru
  - Dana Mladin — Sanda, o fată băiețoasă, prietena lui Radu
  - Dan Alexandru
  - Alexandru Cosmin Marian
  - Marina Popescu
  - Mara Pașici
  - Horia Stoicescu
  - Dana Simion
  - Andrei Duban — Halful, copil din Delta Dunării
  - Laurențiu Sas — Matei, băiatul care înalță zmeie
  - Paul Onoiu
  - Felicia Ispir
  - Liviu Popescu

## Primire
Filmul a fost vizionat de 1.309.299 de spectatori în cinematografele din România, după cum atestă o situație a numărului de spectatori înregistrat de filmele românești de la data premierei și până la data de 31 decembrie 2014 alcătuită de Centrul Național al Cinematografiei.